# Chapelle Saint-André de l'Abbaye à Bellevaux
La chapelle Saint-André de l'Abbaye est un édifice religieux situé sur la commune de Bellevaux en Haute-Savoie, au bord du lac de Vallon.

## Historique
En 1607, les Chartreux se réinstallent dans la Vallée de Vallon et construisent une maison à l'emplacement de la première Chartreuse de 1138. Cette maison est dénommée "l'abbaye" par les gens du cru et une chapelle est adjointe pour les pères les Frères convers et les domestiques.
L'ensemble, vendu en 1793 comme bien national, est acquis plus tard par François Meynet notaire puis passe entre les mains de son fils François-Eugène, le frère du curé de Saint-Michel-des-Batignolles et le père du Père Eugène, capucin.
Après l'incendie de 1855, François-Eugène reconstruit la maison à côté de l'ancienne demeure des Chartreux. En 1865, son frère l'abbé Alphonse Meynet, fait bâtir une chapelle sur l'emplacement de la première chartreuse et la fait bénir le 14 juillet 1866 sous le patronage de saint André.
Cette chapelle est une propriété privée, actuellement en mauvais état, appartenant à la Communauté du Vallon. L'ensemble du site est démoli en 2013 mais la chapelle est préservée.

## Architecture

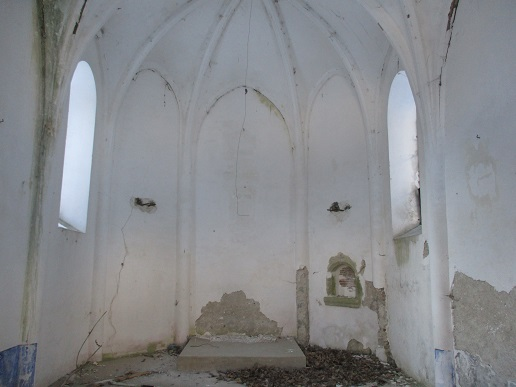
Vue intérieure de la chapelle en janvier 2017.

Une nef à travée unique en ogive percée de 2 fenêtres de chaque côté se terminant par un sanctuaire en abside semi-circulaire aveugle.